# Stenichneumon ussuriensis
Stenichneumon ussuriensis är en stekelart som beskrevs av Heinrich 1980. Stenichneumon ussuriensis ingår i släktet Stenichneumon och familjen brokparasitsteklar. Inga underarter finns listade i Catalogue of Life.